# Oiceoptoma
Oiceoptoma es un género de escarabajos carroñeros de la familia Silphidae.

## Especies
- Oiceoptoma hypocrita
- Oiceoptoma inaequale
- Oiceoptoma nakabayashii
- Oiceoptoma nigropunctatum
- Oiceoptoma noveboracense
- Oiceoptoma picescens
- Oiceoptoma rugulosum
- Oiceoptoma subrufum
- Oiceoptoma thoracicum